# Bafoussam II
Bafoussam II est l'une des trois communes de la communauté urbaine de Bafoussam, département de la Mifi dans la région de l'Ouest au Cameroun. Constituée de trois zones : urbaine, péri-urbaine et rurale, elle a pour chef-lieu Baleng.

## Géographie
La commune s'étend de 5°28' à 5°37' de latitude N du centre au nord de la communauté urbaine de Bafoussam. Elle est limitée au nord par la rivière Mifi-Sud affluent du Noun qui marque la limite avec Mbouda. 
| Mbouda        | Mbouda       | Kouoptamo   |
| Mbouda        | Bafoussam II | Bafoussam I |
| Bafoussam III | Bafoussam I  |             |

## Histoire
La commune rurale de Lafé-Baleng instaurée par décret présidentiel en novembre 1993, fonctionne effectivement en 1996. Cette commune devient Bafoussam II en avril 2007.

## Population
Lors du recensement de 2005, la population est de 121 282 habitants, dont 99 524 habitants soit 82,1 % dans l'espace urbain

## Administration
Les maires se succèdent depuis 1996.
| Période | Période  | Identité                   | Étiquette | Qualité |
| ------- | -------- | -------------------------- | --------- | ------- |
| 1996    | 1998     | Macias Ouetchoua           |           |         |
| 1998    | 2000     | Emmanuel Tagne Ngeko       |           |         |
| 2000    | 2002     | Isaac Kungne               |           |         |
| 2002    | 2013     | Emmanuel Tagne Ngeko       |           |         |
| 2013    | 2020     | Emmanuel Tagne Ngeko       | SDF       |         |
| 2020    | En cours | Levis Dieudonné Kegni Kout | RDPC      |         |

## Chefferies traditionnelles
La commune compte 70 chefferies de 3e degré. L'arrondissement compte trois chefferies traditionnelles de 2e degré reconnues par le ministère de l'administration du territoire et de la décentralisation :
- 632 : Chefferie Baleng
- 633 : Chefferie Bapi
- 634 : Chefferie Bandeng

## Quartiers et villages
Le ressort territorial de l'arrondissement identique à celui de la commune.

### Bafoussam Ville
La zone urbaine est constituée de 26 villages : Djeleng, Koptchou, Lafé, Tchitchap, Tougang, Tougang-Village, Tougang-Ville, Tyo Village, Tyo Ville.

### Baleng Rural
La zone rurale est constituée de 44 villages : Banefo-Mifi, Bayé, Dionkou, Djassa, Doupe, Doupe II, Doupe III, Fampi I, Fampi II, Famtchouet I, Famtchouet II, Famtchouet III, King Place, Konti, Lafé, Lagoueng I, Lagoueng II, Lagoueng III, Mefoloum, Ngonlé, Sinte, Takouché, Tchada, Tyo-Lagoueng I, Tyo-Lagoueng II, Tyo-Lagoueng III.

### Bandeng
Le groupement de Bandeng compte 3 villages : Bakajou, Bakelac, Bakeule.

### Bapi
Le groupement de Bapi compte 5 villages : Badiontong, Balatchouet, Balaveng, Bazegam, King-Place Bapi.

## Enseignement

### Secondaire
L'enseignement secondaire public est assuré par sept établissements : 
- CES de Singté
- CES de Konti
- Lycée bilingue de Baleng
- Lycée de Tougang II
- Lycée de Famtchouet
- Lycée de Bapi
- Lycée technique de Tchada

L'arrondissement compte 11 collèges privés

### Supérieur
L'institut Tankou supérieur est situé à Tyo Village IIIB.

## Santé
La commune compte un hôpital régional à Tyo, deux hôpitaux confessionnels à Tougang et Lafé II, onze centres de santé publics, cinq centres de santé privés.

## Cultes
Les paroisses Cathédrale Saint-Joseph de Baleng, Saint-Damien de Lafé, Saint-Fidèle de Tyo Baleng, Sainte-Trinité de Tougang, Saint-François-Xavier de Koptchou relèvent de la doyenné de Bafoussam du diocèse catholique de Bafoussam. Plusieurs dénominations protestantes sont représentées telles que EEC de Tougang. La mosquée centrale de Bafoussam et deux petites mosquées musulmanes sont situées dans le quartier Haoussa proche de la notionale 6 (axe Bafoussam-Foumban).

## Économie
Les activités économiques de la commune se développent dans les secteurs de l'agriculture, l'élevage, l'artisanat, l'exploitation des ressources naturelles et les services.

## Tourisme
Le territoire communal dispose de 25 structures d'accueil et d'hébergement et de 9 sites touristiques répertoriés :
- Lac Baleng
- Chute Mazo'o de Bandeng
- Forêt sacrée de Baleng
- Lac de Takouche
- Lac Doupé
- Mare des hippopotames de Doupé
- Chefferie de Baleng
- Chefferie de Bapi
- Chefferie de Bandeng

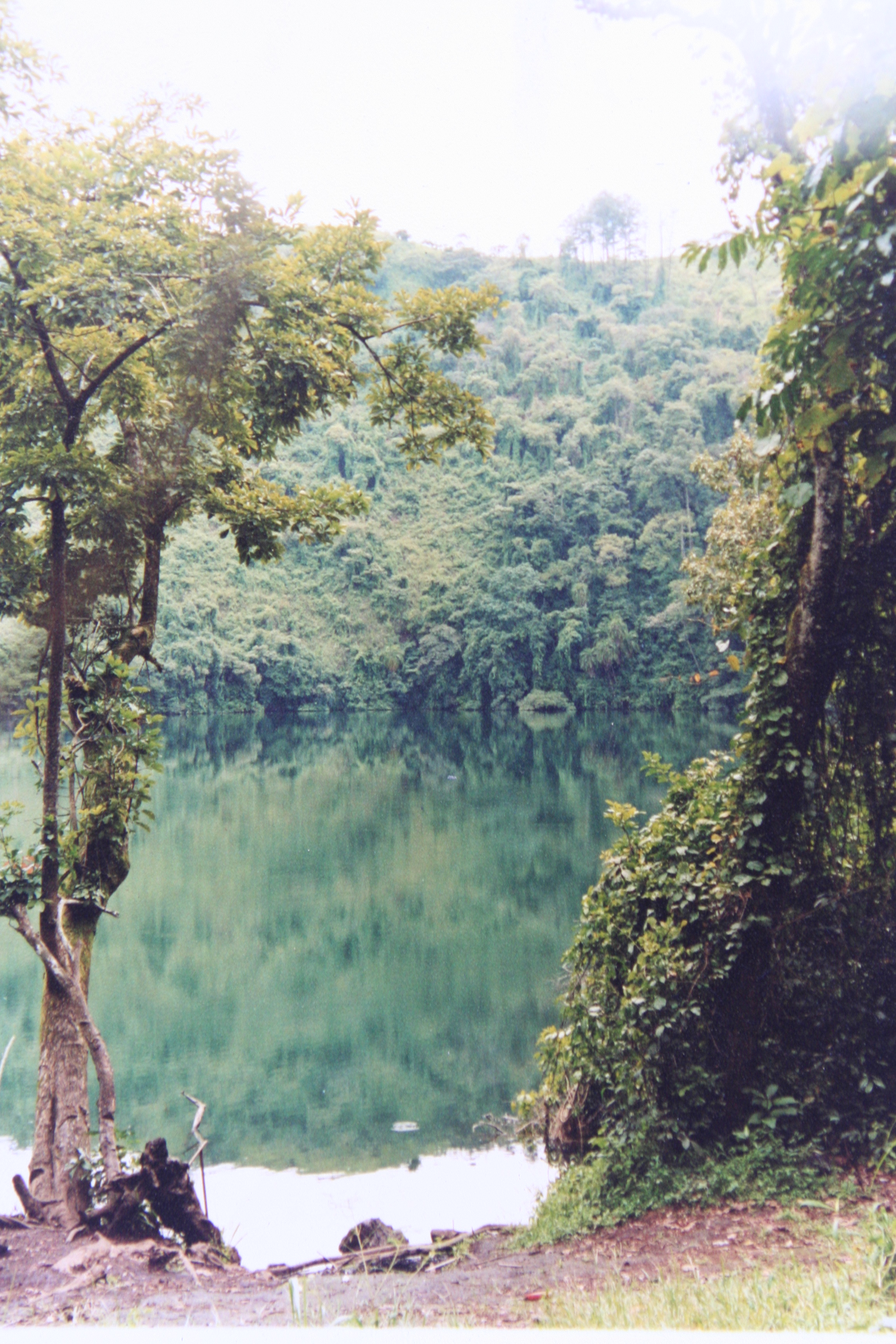
Lac de Baleng
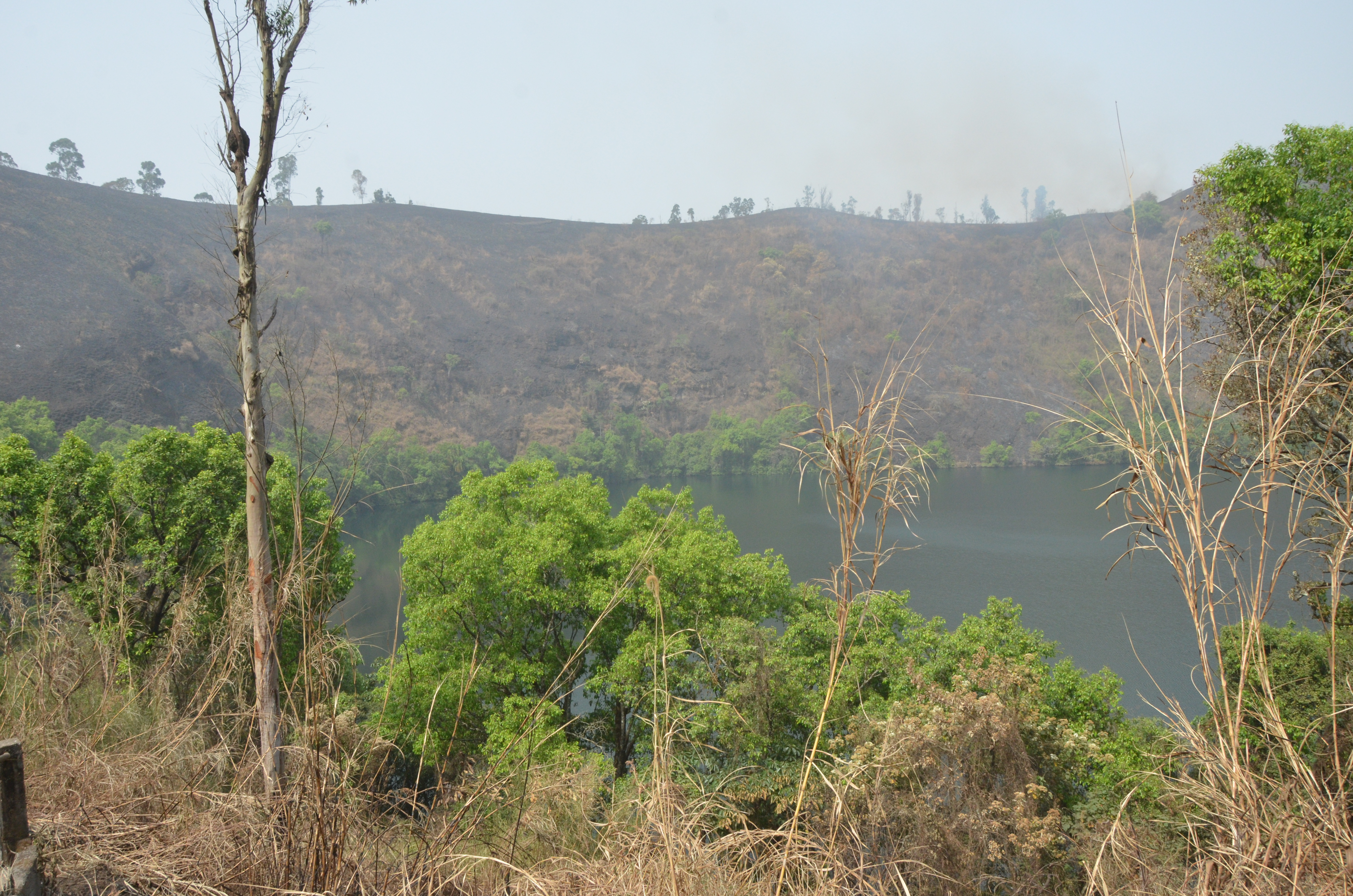
Lac de Baleng
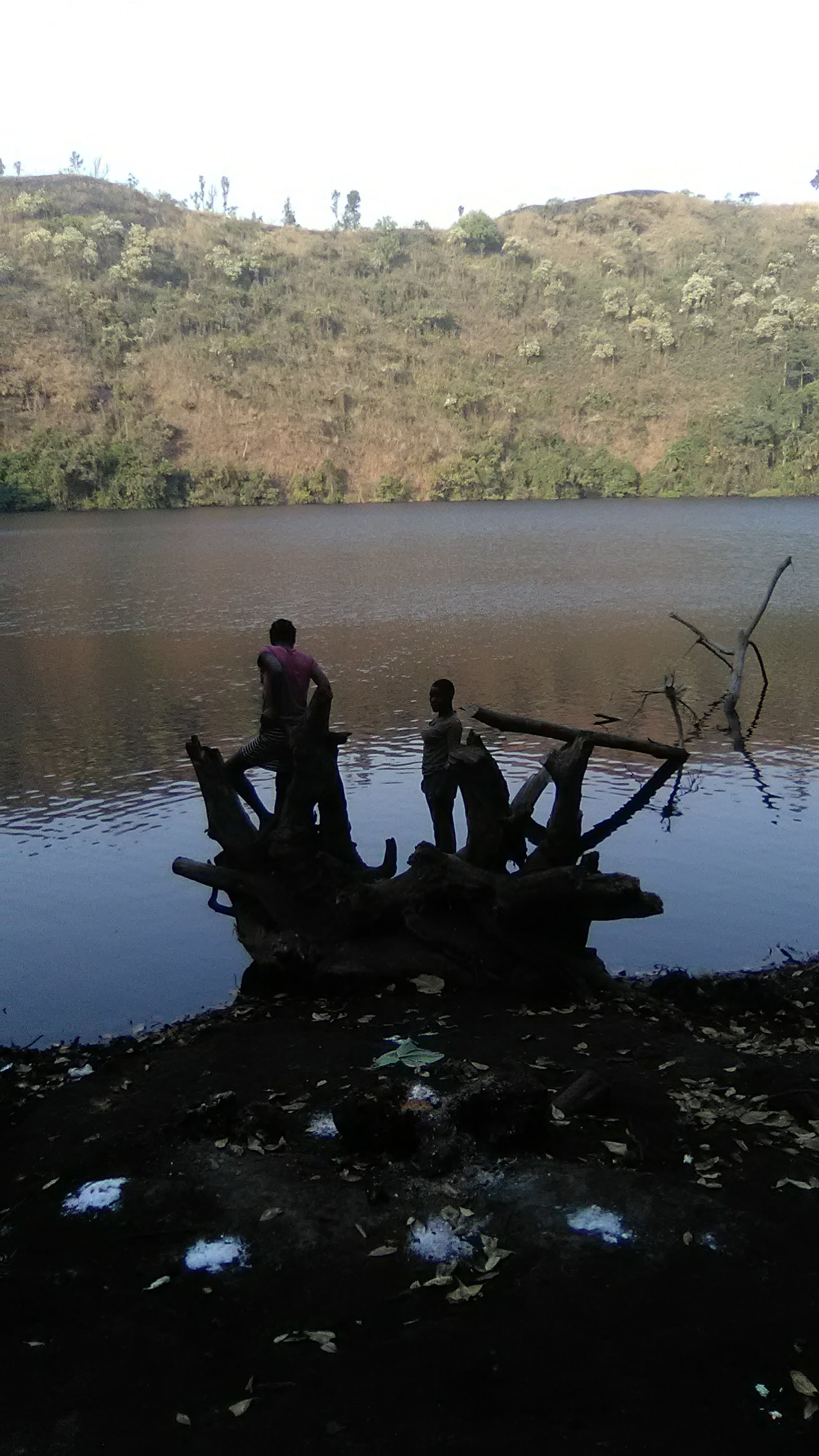
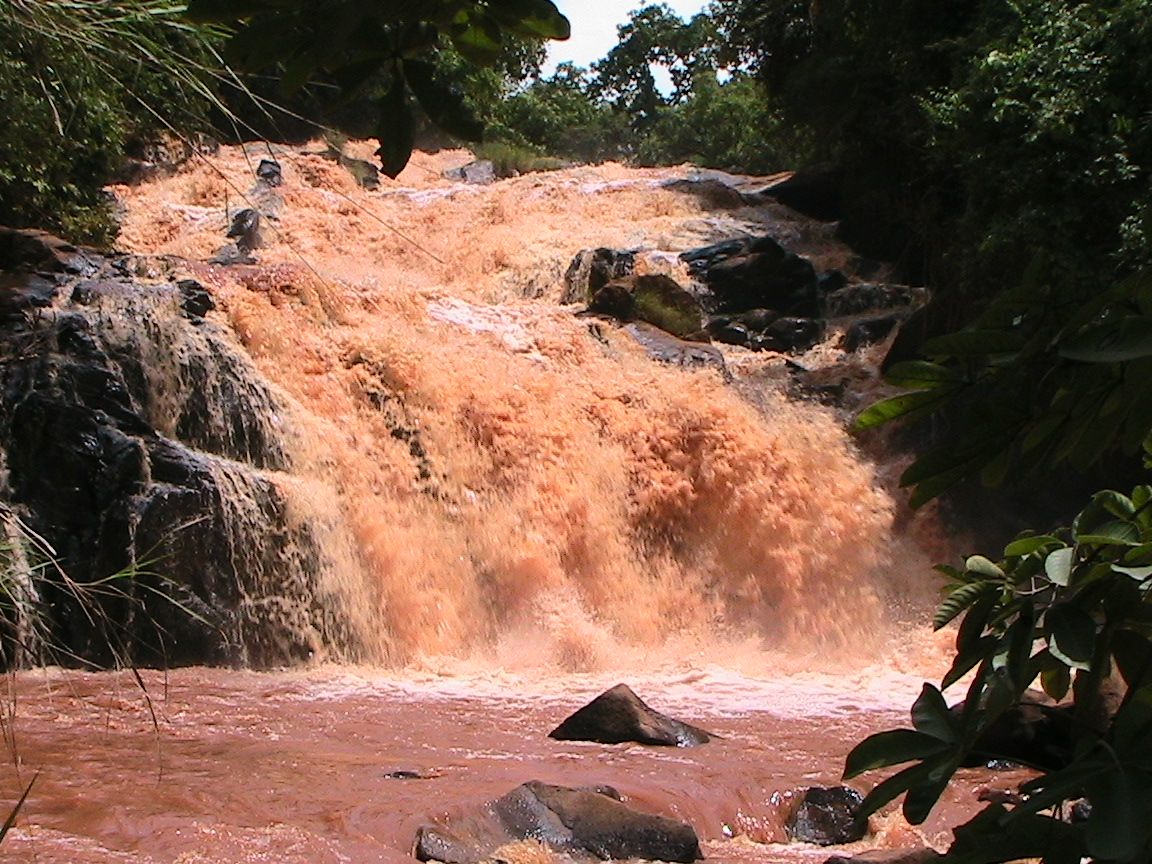
Chute Mazo’o de Bandeng